# Pekka Martin
Pekka Kullervo Martin, född 22 oktober 1923 i Tammerfors, död 19 juli 2004 i Ekenäs, var en finländsk politiker och idrottsledare.
Martin utsågs 1945 till ombudsman i den socialdemokratiska kommunalorganisationen i Tammerfors och fick följande år ansvaret för partiets idrottssektion samt blev 1959 organisationssekreterare i AIF. På partikongressen 1957 hörde Martin till dem som marscherade ut för att senare bilda utbrytarpartiet ASSF, till vars ledande krafter han hörde. Han återvände till moderpartiet 1967. Han var ordförande för AIF 1956–1967 och 1967–1986 kommersiell direktör vid tipsbolaget Veikkaus, där han lanserade bland annat lottospelet.
Martin utgav några böcker, bland annat memoarverket Muistelmia (1982) och den postumt utkomna Nato, Euroarmeija, oma puolustus (2004).